# Thác Phú Cường
Thác Phú Cường là thác trên sông Ia Pết ở vùng đất xã Dun huyện Chư Sê tỉnh Gia Lai, Việt Nam.
Thác Phú Cường nằm cách quốc lộ 25 từ ngã ba Phú Cường về phía đông cỡ 1,3 km theo đường thẳng, và đi đường bộ thì cỡ 2 km. Thác cách thị trấn Chư Sê cỡ 18 km.13°41′45″B 108°04′27″Đ / 13,695797°B 108,074209°Đ
Thác có độ cao chừng 45 m, với không gian thoáng đãng, không khí trong lành. Do dễ tiếp cận, có đường đến thác tốt, nên được nhiều du khách chọn lựa tham quan.
Thác Phú Cường được đưa tin là "10 thác nước của Việt Nam được báo nước ngoài Culture Trip giới thiệu"

## Sông Ia Pết
Sông Ia Pết (hay sông Ia Pett theo cách ghi trên bản đồ của người Pháp) là phụ lưu bờ phải sông Ia Ayun trong hệ thống sông Ba. Sông dài 55 km, diện tích lưu vực 322 km².
Sông Ia Pết bắt nguồn từ xã Ia Pết và G'Lar huyện Đak Đoa, chảy uốn lượn về hướng nam.13°55′44″B 108°07′09″Đ / 13,928863°B 108,119261°Đ
Sang huyện Chư Sê ở buôn H'Văk xã Ayun sông Ia Pết đổ vào sông Ia Ayun. 13°39′36″B 108°10′44″Đ / 13,659868°B 108,178948°Đ